# Michel Niemeyer
Michel Niemeyer (* 19. November 1995 in Salzwedel) ist ein deutscher Fußballspieler. Der Außenverteidiger war zuletzt bei Rot-Weiß Oberhausen unter Vertrag.

## Karriere
Niemeyer kommt aus der Jugend des SV Eintracht Salzwedel und wechselte dann in die Jugend des 1. FC Magdeburg, wechselte von dieser 2013 zu RB Leipzig und spielte bis 2014 in der U-19-Mannschaft. Danach rückte er in die zweite Mannschaft auf, mit der er am Ende der Oberliga-Saison 2014/15 den Aufstieg in die Regionalliga Nordost schaffte. Niemeyer lief insgesamt 28 mal für die Leipziger auf.
Zum 1. Juli 2015 wechselte er zurück zum 1. FC Magdeburg, der in die 3. Liga aufgestiegen war. Sein Drittliga-Debüt absolvierte Niemeyer am 1. Spieltag der Spielzeit 2015/16, dem 24. Juli 2015, beim 2:1-Auftakterfolg über den FC Rot-Weiß Erfurt. Mit dem 1. FC Magdeburg konnte Niemeyer in der Saison 2017/18 den Aufstieg in die 2. Bundesliga feiern, die Saison endete für die Mannschaft jedoch auf einem direkten Abstiegsplatz.
In der Folge schloss sich der Mittelfeldspieler im Mai 2019 dem SV Wehen Wiesbaden an, wo er einen bis Juni 2021 gültigen Vertrag erhielt. Nach dessen Auslaufen spielte er zwei Saisons für Rot-Weiss Essen, zunächst in der Regionalliga West und nach dem Aufstieg in der 3. Liga. Zur Saison 2023/24 wechselte er in die Regionalliga West zu Rot-Weiß Oberhausen.

## Erfolge
- Meister der Staffel Süd der Oberliga Nordost: 2015
- Meister der 3. Liga und Aufstieg in die 2. Bundesliga: 2018
- Meister der Regionalliga West und Aufstieg in die 3. Liga: 2022